# Đovani Roso
Đovani Roso (Split, 1972. november 17. –), horvát válogatott labdarúgó.
A horvát válogatott tagjaként részt vett a 2004-es Európa-bajnokságon.

## Sikerei, díjai
Hapoel Be'er Sheva
- Izraeli kupa (1): 1996–97

Hapóél Haifa
- Izraeli bajnok (1): 1998–99

Makkabi Haifa
- Izraeli bajnok (3): 2001–02, 2003–04, 2004–05